# 1917年逝世人物列表
1917年逝世人物列表：1月 - 2月 - 3月 - 4月 - 5月 - 6月 - 7月 - 8月 - 9月 - 10月 - 11月 - 12月
下面是1917年逝世的知名人士列表。

## 1-3月

### 1月2日
- 爱德华·伯内特·泰勒，英國人類學家

### 1月4日
- 弗雷德里克·塞盧斯，英國探險家

### 1月6日
- 弗雷德里克·博登，加拿大政治家
- 亨德里克·彼得·戈德弗里德·奎克，荷蘭經濟學家、歷史學家

### 1月8日
- 瑪麗·亞瑟·麥克爾羅伊，美國事實上的第一夫人

### 1月9日
- 清朝將領劉永福病卒。

### 1月10日
- 水牛比爾，美國拓荒者

### 1月16日
- 乔治·杜威，美國海軍上將

### 1月18日
- 安德魯·默里，南非作家、教育家和牧師

### 1月28日
- 奕劻，一等慶親王

### 1月29日
- 第一代克罗默伯爵埃弗林·巴林，英國外交官和殖民地行政長官[1]

### 2月3日
- 阿列克謝·阿巴扎，俄羅斯海軍上將和政治家

### 2月5日
- 賈比爾二世·薩巴赫，科威特埃米爾

### 2月6日
- 尤里乌斯·伯恩施坦

### 2月8日
- 安東·豪斯，奧匈帝國海軍上將

### 2月10日
- 约翰·威廉·沃特豪斯，義大利出生的英國藝術家

### 2月16日
- 奥克塔夫·米尔博，法國藝術評論家和小說家

### 2月17日
- 卡羅勒斯-杜蘭，法國畫家

### 2月18日
- 查尔斯·爱德华·巴伯

### 3月5日
- 曼努埃爾·德·阿里亞加，葡萄牙第一任總統

### 3月6日
- 朱爾斯·范登皮爾布姆，比利時第17任首相

### 3月8日
- 斐迪南·冯·齐柏林伯爵，德国飞艇建造者[2]

### 3月14日
- 羅伯特·維倫，俄羅斯帝國海軍上將

### 3月17日
- 弗朗兹·布伦塔诺，德國哲學家、心理學家

### 3月29日
- 马克西米利安·冯·普里特维茨，德國將軍

### 3月31日
- 埃米尔·阿道夫·冯·贝林，德國諾貝爾生理學或醫學獎獲得者

## 4-6月

### 4月1日
- 斯科特·喬普林，美國散拍音樂作曲家

### 4月3日
- 米爾頓·賴特，美國主教，萊特兄弟的父親

### 4月6日
- 普魯士的腓特烈·卡爾，德國王室成員，腓特烈·利奧波德王子之子

### 4月7日
- 喬治·布朗，英國傳教士

### 4月8日
- 理查德·奥尔尼，美國政治家

### 4月13日
- 戴蒙德·吉姆·佈雷迪，美國商人和慈善家

### 4月14日
- 柴门霍夫，波蘭世界語創造者

### 4月18日
- F.C.伯南德，英國劇作家和漫畫作家

### 4月29日
- 特哈帕帕三世，大溪地王后

### 5月7日
- 阿爾伯特·鮑爾，英國第一次世界大戰王牌戰鬥機，追授維多利亞十字勳章（陣亡）[3]

### 5月15日
- 艾萨克·本瑟姆

### 5月17日
- 砂拉越國王查理斯·布魯克
- 拉多米尔·普特尼克，塞爾維亞陸軍元帥

### 5月18日
- 約翰·內維爾·馬斯克林，英國魔術師和發明家

### 5月20日
- 菲力浦·馮·費拉裡，義大利郵票收藏家

### 5月23日
- 腊纳瓦洛娜三世，馬達加斯加伊默里納王國最後一任君主。

### 5月24日
- 萊斯·達西，澳大利亞拳擊手

### 5月25日
- 馬克西姆·巴赫達諾維奇，白俄羅斯詩人
- 勒內·多爾梅，法國第一次世界大戰王牌戰鬥機

### 5月27日
- 德梅特里奥·H·布里
- 葉夫根尼·阿列克謝耶夫，俄羅斯帝國海軍上將和政治家

### 5月29日
- 凱特·哈靈頓，美國教師、作家和詩人

### 6月3日
- 玛蒂尔达·卡恩斯，愛爾蘭出生的美國女商人，社會改革家

### 6月5日
- 卡爾·埃米爾·舍費爾，德國第一次世界大戰王牌戰鬥機（陣亡）

### 6月12日
- 特蕾莎·卡雷尼奧，委內瑞拉鋼琴家、歌手、作曲家和指揮家

### 6月14日
- 湯瑪斯·W·拜諾伊斯特，美國飛行員、飛機設計師和製造商，世界上第一家定期航空公司的創始人

### 6月15日
- 克里斯蒂安·伯克兰，挪威物理學家[4]

### 6月17日
- 何塞·曼努埃爾·潘多，玻利維亞第25任總統

### 6月18日
- 蒂圖·馬約雷斯庫，羅馬尼亞政治家，羅馬尼亞第23任總理

### 6月26日
- 艾拉·賈爾斯·魯迪，美國作家和散文家

### 6月27日
- 卡爾·阿爾門羅德，德國第一次世界大戰王牌戰鬥機（陣亡）
- 古斯塔夫·馮·施莫勒，德國經濟學家

## 7-9月

### 7月2日
- 威廉·亨利·穆迪，第35任美國海軍部長，第45任美國司法部長，美國最高法院大法官
- 赫伯特·比爾博姆·特裡，英國演員

### 7月8日
- 湯姆·湯姆森，加拿大畫家

### 7月12日
- 唐納德·坎內爾，英國第一次世界大戰王牌戰鬥機（陣亡）
- 雨果·辛伯格，芬蘭象徵主義畫家和平面藝術家

### 7月15日
- 安德列·塞利瓦諾夫，俄羅斯將軍和政治家

### 7月16日
- 菲力浦·沙文卡，波蘭裔德國作曲家

### 7月20日
- 伊格納茨·索溫斯基，波蘭建築師

### 7月27日
- 埃米爾·特奧多爾·科赫爾，瑞士醫學研究員，諾貝爾生理學或醫學獎獲得者

### 7月28日
- 裡裡庫穆蒂瑪，蒲隆地攝政王后

### 7月31日
- 弗朗西斯·萊德維奇，愛爾蘭詩人（陣亡）
- 赫德·韋恩，威爾士詩人（陣亡）

### 8月3日
- 斐迪南德·格奧爾格·弗羅貝紐斯，德國數學家[5]

### 8月13日
- 爱德华·比希纳，德國化學家，諾貝爾獎獲得者

### 8月17日
- 約翰·W·克恩，美國民主黨政治家

### 8月18日
- 阿旺根敦

### 8月20日
- 阿道夫·冯·拜尔，德國化學家，諾貝爾獎獲得者

### 8月30日
- 艾伦·里奥，英國占星家

### 9月9日
- 鮑裡斯·斯圖爾默，俄羅斯總理
- 馬奇·西爾斯，英國花樣滑冰運動員

### 9月11日
- 喬治·蓋內默，法國第一次世界大戰王牌戰鬥機（在行動中失蹤）

### 9月15日
- 庫爾特·沃爾夫，德國第一次世界大戰王牌戰鬥機（陣亡）

### 9月23日
- 維爾納·沃斯，德國第一次世界大戰王牌戰鬥機（陣亡）

### 9月26日
- 愛德華·邁納·加勞德特，美國聾人教育家

### 9月27日
- 埃德加·德加，法国印象派画家

### 9月30日
- 派翠西奧·蒙托霍·帕薩隆，西班牙海軍上將

## 10-12月

### 10月3日
- 愛德華多·迪·卡普阿，那不勒斯作曲家和詞曲作者

### 10月4日
- 戴夫·加拉赫，紐西蘭橄欖球聯盟足球運動員（陣亡）

### 10月9日
- 莎拉·亞倫森，猶太間諜集團尼利成員[6]
- 侯赛因·卡米勒，埃及穆罕默德·阿里王朝的第八位統治者。

### 10月11日
- 符騰堡的菲利普，符騰堡王朝旁系成員。

### 10月13日
- 弗洛倫斯·拉·巴迪，美國女演員（意外）

### 10月15日
- 馬塔·哈裡，荷蘭舞蹈家、間諜（被處決）

### 10月19日
- 鮑比·亞瑟頓，威爾士足球運動員

### 10月22日
- 鮑勃·菲茨西蒙斯，英國拳擊手，世界重量級冠軍

### 10月23日
- 歐仁·格拉塞特，瑞士藝術家

### 10月27日
- 亞瑟·裡斯-大衛斯，英國王牌戰鬥機（陣亡）

### 10月28日
- 石勒苏益格-荷尔斯泰因的克里斯蒂安王子

### 10月30日
- 海因里希·岡特曼，德國戰鬥機王牌（飛行事故）

### 11月2日
- 特林格·斯馬吉利，阿爾巴尼亞遊擊隊戰士和宣誓處女[7]

### 11月3日
- 莱昂·布卢瓦
- 弗雷德里克·羅傑斯，美國海軍上將

### 11月7日
- 瑪格麗特·克利夫斯，美國醫生和作家

### 11月8日
- 科林·布萊斯，英國板球運動員

### 11月11日
- 莉莉烏卡拉尼，夏威夷王國末代君主

### 11月15日
- 埃米尔·涂尔干，法國社會學家

### 11月16日
- 阿道夫·莱纳赫，德國哲學家（陣亡）

### 11月17日
- 尼爾·普里姆羅斯，英國自由黨議員（陣亡）
- 奥古斯特·罗丹，法國雕塑家

### 12月8日
- 門德爾·莫徹·斯福裡姆，俄羅斯意第緒語，希伯來作家

### 12月10日
- 麦肯齐·鲍威尔，加拿大第5任總理

### 12月12日
- 安德魯·泰勒·斯蒂爾，美國整骨之父

### 12月17日
- 伊莉莎白·加勒特·安德森，英國醫生和婦女參政論者

### 12月19日
- 理查·梅伯里，英國王牌戰鬥機（陣亡）

### 12月20日
- 埃裡克·坎貝爾，蘇格蘭演員

### 12月22日
- 弗朗西絲·澤維爾·卡布里尼，第一位被封為聖人的美國人
- 斯坦尼斯瓦夫·通多斯，波蘭畫家

### 12月24日
- 伊万·洛吉诺维奇·戈列梅金，俄羅斯總理

### 12月26日
- 加斯东·阿利贝尔

### 12月28日
- 阿爾弗雷德·埃德溫·麥凱，加拿大王牌戰鬥機（陣亡）

## 日期不詳
- 阿尔宾巴雅尔
- 包弼臣